# Fantasy Filmfest 2009
Das 23. Fantasy Filmfest (2009) fand im August und September des Jahres für jeweils eine Woche in den Städten Berlin, Frankfurt, Hamburg, Köln, München, Nürnberg und Stuttgart statt. Die Fantasy Filmfest Nights fanden Anfang bzw. Ende März in den Festivalstädten statt.
Der Fresh Blood Award ging an den Film District 9.

## Liste der gezeigten Filme
| Titel                                         | Regisseur                                | Sparte               |
| --------------------------------------------- | ---------------------------------------- | -------------------- |
| Bathory                                       | Juraj Jakubisko                          | Selected Features    |
| Black Dynamite                                | Scott Sanders                            | Selected Features    |
| Blood Brothers                                | Arno Dierickx                            | Fresh Blood          |
| Blood – The Last Vampire                      | Chris Nahon                              | Selected Features    |
| Clive Barker’s Book of Blood                  | John Harrison                            | FFF Nights           |
| Bronson                                       | Nicolas Winding Refn                     | Selected Features    |
| Cabin Fever 2: Spring Fever                   | Ti West                                  | Selected Features    |
| Carriers                                      | Àlex Pastor und David Pastor             | Opening Night        |
| Fall 39                                       | Christian Alvart                         | Selected Features    |
| The Children                                  | Tom Shankland                            | Midnight Madness     |
| Coffin Rock                                   | Rupert Glasson                           | Selected Features    |
| Cold Prey 2 Resurrection – Kälter als der Tod | Mats Sternberg                           | Selected Features    |
| Dead Snow                                     | Tommy Wirkola                            | FFF Nights           |
| Deadgirl                                      | Marcel Sarmiento und Gadi Harel          | FFF Nights           |
| Deliver Us From Evil                          | Ole Bornedal                             | Director’s Spotlight |
| The Descent 2 – Die Jagd geht weiter          | Jon Harris                               | Sneak Preview        |
| The Disappeared - Das Böse ist unter uns      | Johnny Kevorkian                         | Fresh Blood          |
| Ghettogangz 2 – Ultimatum                     | Patrick Alessandrin                      | Selected Features    |
| District 9                                    | Neill Blomkamp                           | Selected Features    |
| Doghouse                                      | Jake West                                | Selected Features    |
| Dread                                         | Anthony DiBlasi                          | Fresh Blood          |
| Duress                                        | Jordan Barker                            | Selected Features    |
| A Film with Me in It                          | Ian Fitzgibbon                           | Selected Features    |
| Final Destination 4                           | David R. Ellis                           | Special Screening    |
| Franklyn – Die Wahrheit trägt viele Masken    | Gerald McMorrow                          | FFF Nights           |
| Giallo                                        | Dario Argento                            | Midnight Madness     |
| The Good, the Bad, the Weird                  | Kim Jee-woon                             | FFF Nights           |
| Grace                                         | Paul Solet                               | Selected Features    |
| Hansel und Gretel                             | Yim Pil-sung                             | Focus Asia           |
| Home Movie                                    | Christopher Denham                       | XXXtreme             |
| Horsemen                                      | Jonas Åkerlund                           | FFF Nights           |
| The House of the Devil                        | Ti West                                  | Selected Features    |
| I Sell the Dead                               | Glenn McQuaid                            | Selected Features    |
| Idiots and Angels                             | Bill Plympton                            | Selected Features    |
| In 3 Tagen bist du tot 2                      | Andreas Prochaska                        | Selected Features    |
| Mord in Louisiana                             | Bertrand Tavernier                       | Selected Features    |
| Infestation                                   | Kyle Rankin                              | Selected Features    |
| Ip Man                                        | Wilson Yip                               | Focus Asia           |
| Las Bandidas – Kann Rache schön sein!         | Agustín Díaz Yanes                       | Selected Features    |
| K-20 – Die Legende der schwarzen Maske        | Shimako Sato                             | Focus Asia           |
| Experiment Killing Room                       | Jonathan Liebesman                       | Selected Features    |
| Lake Mungo                                    | Joel Anderson                            | Fresh Blood          |
| Largo Winch – Tödliches Erbe                  | Jérôme Salle                             | Centerpiece          |
| Lesbian Vampire Killers                       | Phil Claydon                             | Selected Features    |
| Loft – Tödliche Affären                       | Erik Van Looy                            | Selected Features    |
| Long Weekend                                  | Jamie Blanks                             | FFF Nights           |
| Macabre                                       | The Mo Brothers                          | Midnight Madness     |
| Moon                                          | Duncan Jones                             | Fresh Blood          |
| Mutants                                       | David Morlet                             | Fresh Blood          |
| My Bloody Valentine 3D                        | Patrick Lussier                          | FFF Nights           |
| New Town Killers                              | Richard Jobson                           | Selected Features    |
| Newsmakers – Terror hat ein neues Gesicht     | Anders Banke                             | Fresh Blood          |
| Orphan – Das Waisenkind                       | Jaume Collet-Serra                       | Selected Features    |
| OSS 117 – Er selbst ist sich genug            | Michel Hazanavicius                      | Closing Night        |
| Paintball                                     | Daniel Benmayor                          | Selected Features    |
| Pig Hunt                                      | James Isaac                              | XXXtreme             |
| Polytechnique                                 | Denis Villeneuve                         | Selected Features    |
| Pontypool                                     | Bruce McDonald                           | Selected Features    |
| Prime Time                                    | Luis Calvo Ramos                         | Fresh Blood          |
| Push                                          | Paul McGuigan                            | Selected Features    |
| Red Cliff                                     | John Woo                                 | Focus Asia           |
| Lascars                                       | Emmanuel Klotz und Albert Pereira-Lazaro | Fresh Blood          |
| Secret Defense                                | Philippe Haïm                            | Selected Features    |
| Sexykiller                                    | Miguel Martí                             | Midnight Madness     |
| Stadt der Gewalt                              | Derek Yee                                | Focus Asia           |
| The Sky Crawlers                              | Mamoru Oshii                             | Focus Asia           |
| The Sniper                                    | Dante Lam                                | Focus Asia           |
| Someone's Knocking at the Door                | Chad Ferrin                              | Midnight Madness     |
| Splinter                                      | Toby Wilkins                             | FFF Nights           |
| Das schwarze Herz                             | Michael Cuesta                           | Selected Features    |
| Tenderness                                    | John Polson                              | Selected Features    |
| Frozen – Etwas hat überlebt                   | Mark A. Lewis                            | Selected Features    |
| Durst                                         | Park Chan-wook                           | Focus Asia           |
| The Tournament                                | Scott Mann                               | Selected Features    |
| Trick ’r Treat                                | Michael Dougherty                        | Fresh Blood          |
| Vampyrer                                      | Peter Pontikis                           | Selected Features    |
| Van Diemen's Land                             | Jonathan auf der Heide                   | Fresh Blood          |
| High Lane – Schau nicht nach unten!           | Abel Ferry                               | Selected Features    |
| Wasting Away                                  | Matthew Kohnen                           | Midnight Madness     |

Es wurden auch in diesem Jahr Kurzfilme in der Reihe Get Shorty gezeigt, u. a. Paris by Night of the Living Dead von Grégory Morin und Next Floor von Denis Villeneuve.